# Ghadab al-Zaytun
Ghadab al-Zaytun (en kurde : Xezeba Zeytûnê, en arabe : غضب الزيتون, Ghadab al-Zaytun, « Colère des Oliviers ») est une chambre d'opérations suspecté d'être liée aux Unités de protection du peuple (YPG),. Formée lors de la guerre civile syrienne, elle mène actuellement une guérilla contre des groupes rebelles ayant participé à l'opération Rameau d'olivier aux côtés des troupes turques.

## Opérations revendiquées

### Juin 2018
- Le groupe revendique, dans un communiqué, sa première opération, il s'agit de l'assassinat d'Ahmed Mesto, un commandant du Front du Levant. L'attaque a été menée le 7 juin 2018, dans le district d'Afrine. Il aurait été tué lors d'une embuscade alors qu'il évoluait en voiture dans le centre du district de Mobata[3],[4].

- Le 25 juin 2018, Ghadab al-Zaytun indique avoir commis une autre attaque dans le district de Mobata, provoquant la mort d'un rebelle pro-turc et blessant sérieusement un autre[5].

- Le 30 juin 2018, des membres de la chambre d'opérations attaquent un point de garde de Faylaq al-Cham dans le gouvernorat d'Idleb, celle-ci revendique alors la mort de deux « mercenaires » appartenant à la Légion du Levant[6].

### Juillet 2018
- Le 12 juillet, elle annonce avoir organisé deux opérations visant des combattants de Faylaq al-Cham. Lors de la première, le 9 juillet, un combattant de la Légion du Levant a été annoncé tué. La seconde attaque, perpétrée le jour suivant, ciblait un véhicule qui a été détruit par un engin explosif improvisé et dans lequel se trouvaient quatre autres combattants du groupe rebelle[7].

- Une nouvelle opération est menée le 12 juillet contre des membres de Faylaq al-Cham, d'après le communiqué de Ghadab al-Zaytun, deux combattants ont été tués et leur véhicule détruit[8].

- Le 16 juillet 2018, Ghadab al-Zaytun annonce la destruction d'un dépôt d'armes dans le gouvernorat d'Idleb, ainsi que la mort de 5 membres de Faylaq al-Cham, 6 autres sont blessés durant l'attaque[9].

- Le 22 juillet, d'après un communiqué de la chambre d'opérations, une embuscade a été menée contre un commandant de la Légion du Cham, elle annonce que celui-ci a été tué alors qu'il conduisait sa voiture dans la région d'Afrine[10].

- Le 26 juillet, Ghadab al-Zaytun affirme avoir éliminé, le 24 juillet, un membre de la Division Sultan Mourad alors qu'il évoluait en moto. L'embuscade a eu lieu près de la ville d'Azaz, dans le gouvernorat d'Alep[11].

### Août 2018
- Le 6 août, la chambre d'opérations annonce avoir éliminé, 3 jours plus tôt, un membre du groupe rebelle Ahrar al-Cham, et précise qu'il a été tué lors d'une embuscade dans le district d'Al-Bab, près du village d'Hezwan[12].